# حول الحلزونات
حول الحلزونات (باليونانية: Περὶ ἑλίκων) هي أطروحة كتبها أرخميدس حوالي عام 225 قبل الميلاد وفيها استخدم الحلزون الأرخميدي لتربيع الدائرة وتثليث الزاوية.

## محتويات

### مقدمة
بدأ أرخميدس أطروحته برسالة إلى دوسيثيوس الفرماوي "Dositheus of Pelusium" يذكر فيها موت كونون الساموسي كخسارة فادحة للرياضيات. ثم يمضي في تلخيص نتائج أعماله "حول الكرة والأسطوانة" ( Περὶ σφαίρας καὶ κυлίνδρου) وحول المخروطانيات والكروانيات (Περὶ κωνοειδέων καὶ σφαιροειδέων ).

### حلزون أرخميدس

حلزون أرخميدي بثلاث دورات بزاوية 360 درجة على ذراع واحدة

درس الحلزون الأرخميدي لأول مرة على يد كونون ثم لاحقًا أرخميدس في كتابه حول الحلزونات. استطاع أرخميدس حساب مماسات مختلفة للحلزون.
يُعرّف الحلزون على النحو التالي:
| حول الحلزونات | إذا ثبتنا أحد طرفي خط مستقيم، ثم أدرنا الخط المستقيم بسرعة منتظمة في المستوى حتى يعود إلى الموضع الذي بدأ منه، وفي نفس ذات الوقت لو جعلنا نقطة تتحرك بسرعة منتظمة على طول الخط المستقيم، بدءًا من الطرف الثابت، فسيرسم مسار النقطة حلزونا في المستوى. | حول الحلزونات |

### تثليث زاوية

مثال على تثليث أرخميدس لزاوية في كتابه "حول الحلزون".

ثلث أرخميدس الزاوية كما يلي:
| حول الحلزونات | بفرض أن الزاوية ABC يراد تثليثها. قسم القطعة المستقيمة BC لثلاثة أجزاء بحيث أن القطعة المستقيمة BD تساوي ثلث القطعة المستقيمة BC. ارسم دائرة مركزها B ونصف قطرها BD. افترض أن الدائرة التي مركزها B تتقاطع مع الحلزون عند النقطة E. الزاوية ABE تساوي ثلث الزاوية ABC. | حول الحلزونات |

### تربيع الدائرة

الدائرة والمثلث متساويان في المساحة.

لتربيع الدائرة، قام أرخميدس بالتالي:
| حول الحلزونات | لتكن P نقطة على الحلزون عندما يكمل دورة واحدة. ليكن المماس عند النقطة P قاطعا للخط العمودي على النقطة OP عند النقطة T. OT هو طول محيط الدائرة التي يبلغ نصف قطرها OP. | حول الحلزونات |

أثبت أرخميدس سابقا عن طريق البرهان الأول في قياسات دائرة أن مساحة الدائرة تساوي مساحة مثلث قائم الزاوية أحد أضلعه القائمة منه مساوٍ لنصف القطر والآخر مُساوٍ لمحيط الدائرة. وبالتالي فإن مساحة الدائرة التي نصف قطرها OP تساوي مساحة المثلث OPT.